# Рука (Marvel Comics)
Рука (англ. The Hand) — це вигадана організація у всесвіті Marvel Comics.
Рука — орден злих магів — ніндзя, які займаються злочинами, а також виконують замовлення на вбивство. Рука жадає влади понад усе. Основа організації розташована в Японії, але вона працює по всьому світу. Орден був заснований в 1588 як таємне товариство японським самураєм Кагенобу Есіока, але незабаром увійшов до складу Зміїного джерела, стародавнього клану ніндзя, службовця демону, відомому як Звір.
Члени Руки — знавці потужної окультної магії, вони можуть вбити людину і повернути його з того світу як вірного слугу ордена. Тільки Електра, Луна і Росомаха чинили цьому опір і перемогли.

## Історія створення
Рука вперше з'явилася на сторінках коміксу Daredevil volume 1 #168 (січень 1981 року) і була створена художником і письменником Френком Міллером. Коли Франк Міллер створив Руку, було відзначено, що її колір в основному чорний, з невеликими домішками червоного. Зрештою червоний став офіційним одягом Руки через попередні помилки.

## Історія організації

### Початок
Історія ордена почалася 800 років тому, в феодальній Японії. Шукаючи волі від класової системи, кілька містян втекло в гористі області Ярма і Кога. Там вони розвивали ніндзюцу, таємне єдиноборство, натхненником якого можливо є книга Сунь-цзи "Мистецтво війни. Протягом століть, вони розвивали своє мистецтво в ізольованих таборах. Навчання та практика починалися з народження, а дитячі ігри мали на увазі в собі навчання володіня зброєю, рукопашного бою та мистецтва камуфляжу. Ніндзя були експертами в шпигунстві та вбивствах, пропонуючи свої послуги самураям і тим, хто міг собі це дозволити.
Вони були найкращими та небезпечними воїнами на Землі, і їх стали боятися всюди в Японії. Чутки дали початок міфу про те, що ніндзя були потомством Тенгу, і що дане цим істотам благословення додало воїнам екстраординарні здібності. Ці міфи ймовірно поширювалися ними самими. Проте, виявилося що древній клан ніндзя, відомий як Зміїне джерело дійсно веде свій родовід від цих демонів.
В 1588 році Кагенобу Есіока став сенсеєм школи мечів Ісіями, розташованої в японському селі Кюсюа. Зіткнувшись з протидією уряду, зіпсованого іноземним впливом, Есіока перетворив школу в навчальний заклад для самураїв, мета якої полягала в тому, щоб влада залишалася в руках японців. Таким чином і народилася Рука. Так само як рука має п'ять пальців, у керівництві ордену Руки були лідери організації, кожен з яких керував одним з п'яти островів Японії.
Після вбивства Есіоки бунтівниками, Зміїне джерело взяло під свій контроль Руку і розбестив її, використовуючи культ демона, відомого як Звір, передавши разом з цим свої знання про темні чари. Одне із заклинань дозволяє повернути до життя мертве тіло ніндзя, за допомогою демона. На відміну від інших організацій ніндзя, «нова» Рука діяла як найманці й сама бажала збільшити свою владу. Організація шукала панування над іншими, працюючи зі своїми союзниками, прагнучи усунути своїх ворогів.

### Сучасний стан
Після закінчення Другої світової війни, декілька членів Руки, що добре орієнтувалися в політиці сформували HYDRA як об'єднання японських націоналістів, які готували повалення японського уряду, вбивство прем'єр-міністра, і встановлення правого антикомуністичного уряду, яке переозброїло б Японію. Барон Стракер приєднавшись до HYDRA, захопив контроль над нею та змінив її цілі на захоплення світового панування. Однак Рука і HYDRA продовжували співробітництво в численних терактах та злочинних операціях за ці роки.
Орден продовжує існування й у 21-му столітті, шукаючи влади в її різних формах, продовжуючи використовувати свої смертельні навички та жорсткі методи. Найнебезпечніший супротивник Руки — Непорочність, група воїнів на чолі яких стоїть Стік, сліпий майстер бойових мистецтв і колишнім наставником Мета Мердокка, що став борцем зі злочинністю під іменем Шибайголова. Інша його учениця Електра Начіос, також була пов'язана з Рукою. Вона проникла в організацію, вирішивши піти від Стіка. Але ніндзя обманом вдалося змусити її вчинити вбивство одного з її колишніх сенсеїв. Електра служила Руці якийсь час. Коли вони почали розбещувати її душу, вона втекла з Японії назад в Америку.
Зрештою, Рука прагнула знищити Стіка і його воїнів. Стіку вдалося пережити спробу вбивства чотирма воїнами Руки. Тоді він викликав інших членів своєї організації в Нью-Йорк. З її допомогою він переміг Кірігі, найнебезпечнішого воїна Руки за весь час. Після цього організація зазнала нападу Стіка та його воїнів, до яких додалися Шибайголова і Чорна вдова. Рука майже перемогла їх, коли Стік і Шафт звернулися до давньої техніки, яка забирала силу життя у всіх ніндзя. Техніка призвела до вибуху Стіка і його товариша в результаті зайвої поглиненої енергії. Рука порахувала смерть лідера їхніх ворогів перемогою і перенесла свою увагу на інші плани.
Роки потому, Рука знову звернула свою увагу до Непорочності, намагаючись перешкодити визначити її членам місцезнаходження новонародженої дитини, який був перевтіленням душі Стіка. Рука вбила багатьох учнів Стіка. Решта поїхали в Нью-Йорк, шукаючи допомогу Шибайголови. Погодившись, той разом з ними відправився в Японію. Там їм вдалося зберегти перевтілений дух учителя.
Електра керувала Рукою протягом деякого часу, але була вбита. Одна фракція на чолі з лордом Хіросі та Леді Міченої прагнула зробити Зірвиголову їхнім новим лідером, але той відмовив їм. Також вони підбурювали Амбала до повернення в Нью-Йорк, в обмін на це пропонуючи йому лідерство. Проте переговори були перервані Шибайголовою, який прийняв їхню пропозицію, за умови, що Рука не повинна вести справ з Амбалом або Леді Міченої. Три ніндзя-лорда. що залишилися прийняли цю домовленість.

## Поза коміксів

### Телебачення
- У мультсеріалі «Залізна людина», в епізоді «Руки Мандарина», ЗМІ помилково приймають поплічників Мандарина за членів Руки.
- Рука з'являється у другому сезоні серіалу «Шибайголова»[2], що входить до кінематографічного Всесвіту Marvel.
- Рука є головним супротивником Залізного Кулака в серіалі «Залізний кулак», що входить до кінематографічного Всесвіту Marvel.

### Кіно
- У фільмі «Електра» Рука виступає як злочинна організація. До її складу увійшли Кірігі, Татту, Тіф, Стоун і Кінкоу. Очолює Руку Майстер Роші. Члени організації носять чорне вбрання.

## Пародії
Клан Фут (англ. Foot — нога) або клан Нога з коміксів про Черепашок-Ніндзя є пародією на клан Руки. А черепахи є наслідком того ж нещасного випадку що зробило Зірвиголову сліпим.